# Постоянный календарь Ханке — Генри
Постоянный календарь Ханке — Генри (ПКХГ) (англ. The Hanke–Henry Permanent Calendar (HHPC)) является предложением по реформе календаря. Это один из многих примеров календарей високосных недель, календарей, которые поддерживают синхронизацию с солнечным годом на интеркаляции целых недель, а не отдельных дней. Это модификация предыдущего предложения Common-Civil-Calendar-and-Time (CCC&T). В Постоянном календаре Ханке — Генри каждая календарная дата всегда приходится на один и тот же день недели.

## Особенности
В то время как многие календарные реформы направлены на то, чтобы сделать календарь более точным, Постоянный календарь Ханке — Генри фокусируется на том, чтобы сделать календарь постоянным, чтобы каждая дата приходилась на один и тот же день недели год за годом. Знакомый дрейф дней недели относительно дат объясняется тем фактом, что количество дней в физическом году (один полный оборот Земли вокруг Солнца, приблизительно 365,24 дня) не кратно семи. За счёт сокращения обычных лет до 364 дней (52 недели) и добавления дополнительной недели каждые пять или шесть лет Постоянный календарь Ханке — Генри устраняет смещение дней недели и синхронизирует календарный год с сезонными изменениями, когда Земля вращается вокруг Солнца. Календарь високосной недели известный как «Extra», происходит каждый год, который начинается (доминирующие буквы D , DC) или заканчивается (D, ED) в четверг по соответствующему григорианскому календарю и выпадает на период между концом декабря и началом января. Таким образом, каждый год всегда начинается с 29 декабря по 4 января по григорианскому календарю. По сути, это то же правило, что и для недельных дат ISO .
В соответствии с Постоянным календарём Ханке — Генри январь, февраль, апрель, май, июль, август, октябрь и ноябрь имеют тридцать дней, а в марте, июне, сентябре и декабре — тридцать один, так что каждый квартал содержит два 30-дневных месяца, за которым следует месяц из 31 дня (30:30:31). В то время как Постоянный календарь Ханке — Генри изменяет продолжительность месяцев, неделя и дни остаются неизменными.
Ханке и Генри не предлагают серьёзного обсуждения годовщин, особенно тех, которые отмечаются 31 января, 31 мая, 31 июля, 31 августа и 31 октября. Часто задаваемые вопросы на их веб-сайте просто рекомендуют либо отмечать день рождения в случайный день по выбору, либо, что более систематично, использовать последний, 30-й день этого месяца, что имеет смысл, по крайней мере, для некоторых праздников, таких как Хэллоуин. Другое решение, которое было принято с календарными реформами в других местах, заключалось бы в том, чтобы применить календарь упреждающе и найти соответствующую дату в исходном году, но это, вероятно, нужно будет сделать для всех дат, например, 4 июля 1776 года (День независимости США) был четвергом, как и в ПКХГ, но 14 июля 1789 года (День взятия Бастилии) был вторником, а не воскресеньем, и, следовательно, необходимо было перенести его на 16-й день месяца.
В рамках календарного предложения часовые пояса будут исключены и заменены на UTC.
Генри утверждает, что его предложение будет иметь успех там, где некоторые другие потерпели неудачу, потому что он сохраняет недельный цикл в идеальном состоянии и, следовательно, соблюдает четвёртую заповедь (помните день субботний, чтобы соблюдать его в святости) иудаизма и христианства.
| Пн | Вт | Ср | Чт | Пт | Сб | Вс |
| -- | -- | -- | -- | -- | -- | -- |
| 01 | 02 | 03 | 04 | 05 | 06 | 07 |
| 08 | 09 | 10 | 11 | 12 | 13 | 14 |
| 15 | 16 | 17 | 18 | 19 | 20 | 21 |
| 22 | 23 | 24 | 25 | 26 | 27 | 28 |
| 29 | 30 |    |    |    |    |    |

| Пн | Вт | Ср | Чт | Пт | Сб | Вс |
| -- | -- | -- | -- | -- | -- | -- |
|    |    | 01 | 02 | 03 | 04 | 05 |
| 06 | 07 | 08 | 09 | 10 | 11 | 12 |
| 13 | 14 | 15 | 16 | 17 | 18 | 19 |
| 20 | 21 | 22 | 23 | 24 | 25 | 26 |
| 27 | 28 | 29 | 30 |    |    |    |

| Пн | Вт | Ср | Чт | Пт | Сб | Вс |
| -- | -- | -- | -- | -- | -- | -- |
|    |    |    |    | 01 | 02 | 03 |
| 04 | 05 | 06 | 07 | 08 | 09 | 10 |
| 11 | 12 | 13 | 14 | 15 | 16 | 17 |
| 18 | 19 | 20 | 21 | 22 | 23 | 24 |
| 25 | 26 | 27 | 28 | 29 | 30 | 31 |

| Пн | Вт | Ср | Чт | Пт | Сб | Вс |
| -- | -- | -- | -- | -- | -- | -- |
| 01 | 02 | 03 | 04 | 05 | 06 | 07 |
| 08 | 09 | 10 | 11 | 12 | 13 | 14 |
| 15 | 16 | 17 | 18 | 19 | 20 | 21 |
| 22 | 23 | 24 | 25 | 26 | 27 | 28 |
| 29 | 30 |    |    |    |    |    |

| Пн | Вт | Ср | Чт | Пт | Сб | Вс |
| -- | -- | -- | -- | -- | -- | -- |
|    |    | 01 | 02 | 03 | 04 | 05 |
| 06 | 07 | 08 | 09 | 10 | 11 | 12 |
| 13 | 14 | 15 | 16 | 17 | 18 | 19 |
| 20 | 21 | 22 | 23 | 24 | 25 | 26 |
| 27 | 28 | 29 | 30 |    |    |    |

| Пн | Вт | Ср | Чт | Пт | Сб | Вс |
| -- | -- | -- | -- | -- | -- | -- |
|    |    |    |    | 01 | 02 | 03 |
| 04 | 05 | 06 | 07 | 08 | 09 | 10 |
| 11 | 12 | 13 | 14 | 15 | 16 | 17 |
| 18 | 19 | 20 | 21 | 22 | 23 | 24 |
| 25 | 26 | 27 | 28 | 29 | 30 | 31 |

| Пн | Вт | Ср | Чт | Пт | Сб | Вс |
| -- | -- | -- | -- | -- | -- | -- |
| 01 | 02 | 03 | 04 | 05 | 06 | 07 |
| 08 | 09 | 10 | 11 | 12 | 13 | 14 |
| 15 | 16 | 17 | 18 | 19 | 20 | 21 |
| 22 | 23 | 24 | 25 | 26 | 27 | 28 |
| 29 | 30 |    |    |    |    |    |

| Пн | Вт | Ср | Чт | Пт | Сб | Вс |
| -- | -- | -- | -- | -- | -- | -- |
|    |    | 01 | 02 | 03 | 04 | 05 |
| 06 | 07 | 08 | 09 | 10 | 11 | 12 |
| 13 | 14 | 15 | 16 | 17 | 18 | 19 |
| 20 | 21 | 22 | 23 | 24 | 25 | 26 |
| 27 | 28 | 29 | 30 |    |    |    |

| Пн | Вт | Ср | Чт | Пт | Сб | Вс |
| -- | -- | -- | -- | -- | -- | -- |
|    |    |    |    | 01 | 02 | 03 |
| 04 | 05 | 06 | 07 | 08 | 09 | 10 |
| 11 | 12 | 13 | 14 | 15 | 16 | 17 |
| 18 | 19 | 20 | 21 | 22 | 23 | 24 |
| 25 | 26 | 27 | 28 | 29 | 30 | 31 |

| Пн | Вт | Ср | Чт | Пт | Сб | Вс |
| -- | -- | -- | -- | -- | -- | -- |
| 01 | 02 | 03 | 04 | 05 | 06 | 07 |
| 08 | 09 | 10 | 11 | 12 | 13 | 14 |
| 15 | 16 | 17 | 18 | 19 | 20 | 21 |
| 22 | 23 | 24 | 25 | 26 | 27 | 28 |
| 29 | 30 |    |    |    |    |    |

| Пн | Вт | Ср | Чт | Пт | Сб | Вс |
| -- | -- | -- | -- | -- | -- | -- |
|    |    | 01 | 02 | 03 | 04 | 05 |
| 06 | 07 | 08 | 09 | 10 | 11 | 12 |
| 13 | 14 | 15 | 16 | 17 | 18 | 19 |
| 20 | 21 | 22 | 23 | 24 | 25 | 26 |
| 27 | 28 | 29 | 30 |    |    |    |

| Пн | Вт | Ср | Чт | Пт | Сб | Вс |
| -- | -- | -- | -- | -- | -- | -- |
|    |    |    |    | 01 | 02 | 03 |
| 04 | 05 | 06 | 07 | 08 | 09 | 10 |
| 11 | 12 | 13 | 14 | 15 | 16 | 17 |
| 18 | 19 | 20 | 21 | 22 | 23 | 24 |
| 25 | 26 | 27 | 28 | 29 | 30 | 31 |

|  |  |  |  |  |  |  |

|  |  |  |  |  |  |  |

| Пн | Вт | Ср | Чт | Пт | Сб | Вс |
| -- | -- | -- | -- | -- | -- | -- |
| 01 | 02 | 03 | 04 | 05 | 06 | 07 |

## История
В 2004 году Ричард Конн Генри, профессор астрономии в Университете Джонса Хопкинса, предложил принять календарь, известный как Общий гражданский календарь и время, который он назвал модификацией предложения Роберта МакКленона. Первоначальная версия Генри имела, по сути, ту же структуру, но добавила високосную неделю под названием «Ньютон» между июнем и июлем в середине года.
Правило скачка было выбрано в соответствии с правилом скачка недели ISO, чтобы минимизировать отклонения в начале года по отношению к григорианскому календарю, тогда как Роберт МакКленон первоначально предложил простое правило скачка, которое привело бы к большей астрономической дисперсии: Годы, числа которых равны делится на 5 — високосная неделя, но годы, числа которых делятся на 40, не делятся, если они также не делятся на 400.
Генри выступал за переход на календарь 1 января 2006 года, поскольку это год, когда его календарь и григорианский календарь начинают год в один и тот же день. После того, как эта дата прошла, он рекомендовал закончить 31 декабря 2006 года, чтобы начать в 2007 году, или отказаться от 30 и 31 декабря 2007 года, чтобы начать 2008 год.
В конце 2011 года календарь был пересмотрен экономистом Джонса Хопкинса Стивом Ханке, переместив високосную неделю с середины на конец года и переименовав её в «Extra», в результате чего появился Постоянный календарь Ханке — Генри. Целевой датой всеобщего принятия было тогда 1 января 2017 г., но было перенесено на 2018 г., когда в начале 2016 г. был изменён дизайн календаря, и теперь понедельник стал началом недели, квартала и года, чтобы лучше соответствовать существующим международным стандартам. стандарт ISO 8601.
В 2016 году веб-разработчик Black Tent Digital выпустил официальное приложение-календарь Ханке — Генри с возможностью преобразования между григорианским календарём и календарём Ханке — Генри, чтобы облегчить переход к системе Ханке — Генри. Он больше не доступен с марта 2018 г.

## Сравнение
Ключевое различие между календарным предложением Роберта МакКленона и модификацией Генри состоит в том, что в первом есть простое правило определения високосной недели. Это правило напоминает григорианское правило високосного года и имеет ту же длину цикла. Годы, числа которых делятся на 5, имеют високосную неделю, но годы, числа которых делятся на 40, не имеют високосной недели, если также не делятся на 400. Главный недостаток этого правила состоит в том, что новый год отличается на 17 дней по отношению к григорианскому календарю. новый год (например, 1965 год начинается на 11 дней раньше, чем григорианский 1965, а 2036 год начинается на 6 дней позже, чем григорианский 2036 год), тогда как правило Генри гарантирует, что новый год всегда начинается в течение трёх дней после григорианского нового года.
Ключевое различие между календарным предложением Ирва Бромберга Symmetry010 и Ханке — Генри заключается в структуре продолжительности месяцев, при этом в первом случае более длинный месяц помещается в середине каждого квартала (30:31:30). Более того, в более амбициозной Symmetry454 каждый месяц состоит ровно из 4 или 5 недель (28:35:28). Оба предложения начинают неделю в понедельник и предназначены для использования с другим правилом скачка, в результате чего цикл скачка составляет 293 года.
Другие предложения, такие как Календарь Pax с 1930 года и Международный фиксированный календарь, популяризированный Котсвортом и Истманом, включают многолетний календарь с 13 месяцами по 28 дней в каждом. Первый также имеет високосную неделю, тогда как второй имеет один день в конце каждого года, не принадлежащий ни одному месяцу или неделе, а другой — високосным годам.

## Преимущества
- Сам календарь постоянный, он не меняется из года в год, за исключением необходимости добавлять неделю в конце каждые 5 или 6 лет.
- Во всех кварталах одинаковое количество дней, что упрощает финансовые расчёты. Этот календарь также предотвратил бы фиаско с отчётностью Apple за 4 квартал 2012 года, когда из-за нечётного количества недель в году и для обеспечения согласованного отчётного периода Apple сообщила квартальные результаты после обычных тринадцати недель вместо четырнадцати недель годом ранее. Поскольку неделя в квартале была високосной, многие инвесторы, не заметившие корректировок, думали, что прибыль Apple была менее прибыльной, чем прогнозировалось[6].
- При макете 30:30:31, не считая национальных праздников, первые два месяца каждого квартала имеют 22 рабочих дня каждый, а каждый третий месяц (кроме декабря с добавленной високосной неделей) имеет 21 рабочий день, если суббота и воскресенье считаются выходными. от работы. Альтернативные макеты 30:31:30 и 31:30:30 будут иметь большее различие.
- В отличие от некоторых других предложений по реформе, в нём не меняются дни недели или названия месяцев.
- Календарь начинается в один и тот же день каждого года, в понедельник, 1 января. (В более ранних версиях это было воскресенье.)
- Как и в григорианском календаре, с воскресенья по воскресенье всегда семь дней, с субботы по субботу или с пятницы по пятницу. Поскольку дни, кроме семидневной недели, никогда не добавляются, религиозные группы не должны возражать против еженедельных святых дней. (В предложениях, которые добавляют отдельные дни вне недели, как, например, во Всемирном календаре, настоящий «седьмой день» отдыха или поклонения будет дрейфовать между выходными и рабочими днями.)
- Ни один день не проходит более чем на 5 дней до или после его тёзки по григорианскому календарю, и почти все дни находятся в пределах 4 дней.

## Недостатки
- Ежегодные мероприятия с фиксированной датой (например, дни рождения, годовщины) всегда происходят в один и тот же день недели каждый год, хотя многие из тех, у кого дни рождения в выходные дни, могут рассматривать это как преимущество.
- Дни рождения и годовщины, происходящие на 53-й (високосной) неделе, будут происходить только раз в пять-шесть лет, и такие дни рождения и годовщины будут более чем в пять раз чаще, чем дни рождения и годовщины 29 февраля по григорианскому календарю.
- Календарь не так точно согласован с солнечным годом, как существующий григорианский календарь и некоторые предлагаемые календари реформ, поэтому может потребоваться постоянное использование более точных астрономических календарей для определённых сельскохозяйственных целей.
- Если он станет календарём по умолчанию, всю обработку даты на компьютере придётся исправить, что будет намного сложнее, чем исправление проблемы 2000 года, хотя новая совместимость с недельными датами ISO 8601 поможет.
- Изменившаяся длина месяца не лучше соответствует фазам Луны.
- Месяцы, состоящие из 30 или 31 дня каждый, не используют в полной мере многолетний характер календарей високосных недель, в отличие от месяцев из 4 или 5 недель каждый.
- Високосные недели усложнили бы периоды времени, исчисляемые месяцами. В текущем календаре максимальная разница в продолжительности таких периодов составляет три дня. В постоянном календаре Ханке — Генри это будет семь дней, и исключение будет длиннее нормы.
- В последнем месяце каждого квартала на один день больше, чем в двух других (30:30:31), но если, как в ISO 8601, неделя принадлежит месяцу, в котором находится большая часть её дней, то во втором месяце один неделю больше, чем в два других (4:5:4).
- Високосные годы определить труднее, чем в некоторых других предложениях, поскольку простейший алгоритм зависит от дневного цикла григорианского календаря.
- Отказ от часовых поясов приведёт к возникновению незнакомых и аномальных ситуаций: например, полдень, то есть естественный полдень, когда солнце находится над головой, значительно отличается от 12:00, хронографической полудни, для большинства мест в мире. Это затруднило бы путешествие, так как пришлось бы изучать совершенно новое расписание для каждой долготы.
- (Текущее) имя не нейтрально.
- Некоторые праздники, такие как Хэллоуин, и события теряются.